# Diftar

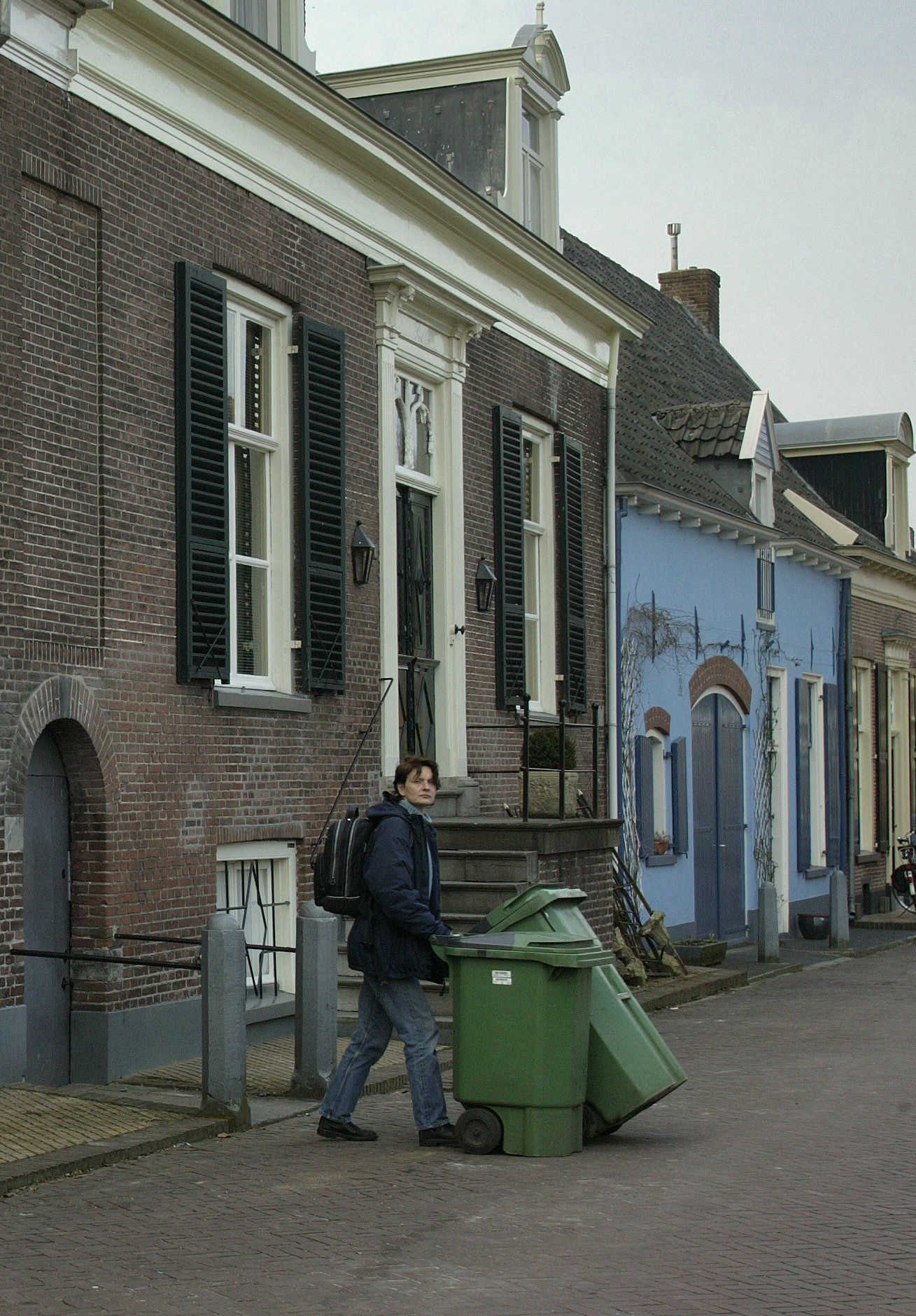
Ook in Doesburg is de afvalstoffenheffing gebaseerd op diftar

Diftar (gedifferentieerde tarieven) is een Nederlands systeem voor de inzameling van afval waarbij per huishouden of rechtspersoon geregistreerd wordt hoeveel en wat voor soort afval wordt aangeboden: hoe meer restafval en ander slecht herbruikbaar afval een burger aanbiedt, hoe hoger de afvalstoffenheffing zal zijn. Omgekeerd levert het beter aanbieden van minder afval een lagere variabele afvalstoffenheffing op, het vastrecht blijft echter hetzelfde. Diftar is een vorm van bronscheiding: het afval wordt gescheiden voordat het wordt aangeboden. In sommige Belgische gemeenten wordt dit systeem ook toegepast.

Kenmerkend voor het diftarsysteem is dus een financiële prikkel die burgers stimuleert om afval gescheiden aan te bieden en het lagere aanbod van restafval zou het systeem voor de gemeente aantrekkelijk maken. Diftar bevat echter ook een financiële prikkel om afval te dumpen om zo afvalstoffenheffing te ontwijken. Door diftar kan de hoeveelheid in de openbare ruimte gedumpt afval toenemen.
In Nederland is het aantal gemeenten dat diftar hanteert in het begin van de 21ste eeuw aanzienlijk toegenomen. In 2003 was dit nog 27% van het aantal gemeenten, in 2020 was dit 48%. Een alternatief voor diftar, en bronscheiding in het algemeen, is nascheiding.

## Afvalstoffenheffing
Diftar is voortgekomen uit vraagtekens die in de politiek werden gezet bij het solidariteitsprincipe. De kosten voor de afvalinzameling en afvalverwerking worden gedekt uit de afvalstoffenheffing. Bij toepassing van het solidariteitsbeginsel, zoals tot aan het eind van de twintigste eeuw in alle Nederlandse gemeenten werd toegepast, wordt het totaal van de inzamel- en verwerkingskosten gedeeld door het aantal huishoudens in een gemeente en betaalt elk huishouden hetzelfde bedrag.
De heffing volgens het diftarsysteem wordt voor een deel berekend volgens het principe 'de vervuiler betaalt'. Bij diftar wordt, net als bijvoorbeeld bij elektriciteit en drinkwater, afgerekend op basis van een vastrecht en het werkelijke gebruik van een huishouden. Het idee is dat diftar hierdoor de hoeveelheid afval en daarmee de kosten van afvalinzameling beperkt. Uit een onderzoek van het COELO instituut van de Rijksuniversiteit Groningen blijkt echter dat dit effect kleiner is dan gedacht en dat het effect dat diftar zou hebben op de vermindering van de hoeveelheid huishoudelijk afval deels valt te herleiden naar problemen met de gehanteerde onderzoeksmethodes.

#### Betaalt de huurder of verhuurder afvalstoffenheffing?
De inwoner van een huis ontvangt de rekening voor de afvalstoffenheffing. Als het een huurhuis met een eigen voordeur betreft, is de huurder verantwoordelijk voor de betaling. Wanneer slechts een deel van een huis wordt verhuurd, wordt de rekening naar de verhuurder gestuurd. Deze kan er vervolgens voor kiezen om de kosten in de huurprijs te verrekenen. 

## Vormen van diftar
Gemeenten kennen vrijheid bij het vaststellen van hun afvalbeleid. Er zijn daarom verschillen tussen gemeenten. Niet alle gemeentes gebruiken diftar, en de gemeentes die dit systeem wel gebruiken verschillen door:
- Frequentie: er wordt alleen bijgehouden hoe vaak een minicontainer geleegd wordt. De meest rechtvaardige manier is als iedereen containers van een gelijk volume heeft. Het tarief bestaat uit een vast recht en een variabel bedrag, dat afhankelijk is van hoe vaak de containers geleegd zijn.
- Volume/frequentie: bijgehouden wordt hoe vaak de container geleegd wordt. Er zijn verschillende groottes containers in omloop. De grootte van de container bepaalt de hoogte van het variabele bedrag. Het tarief bestaat uit een vast recht en een variabel bedrag, dat afhankelijk is van hoe vaak de containers geleegd zijn, en de grootte van de containers.
- Gewicht/frequentie: per lediging wordt bijgehouden hoe zwaar de container is. Het tarief bestaat uit een vast recht en een variabel bedrag, gebaseerd op het aantal kilo’s afval dat wordt aangeboden.
- Tariefzak: ook wel dure zak genoemd in gemeenten waar het afval middels stoepinzameling wordt ingezameld. Het restafval kan alleen aangeboden worden in plastic zakken. Vaak met gemeenteopdruk en dus tegen betaling vooraf bij aanschaf van de tariefzakken.
- Vast opgestelde straatcontainer met toegangspas: vaak in combinatie met omgekeerd inzamelen van stofstromen als GFT, PMD en oud papier en karton middels huiscontainers.

## Nadelige effecten
Als gevolg van perverse prikkels kent diftar enkele nadelige neveneffecten:

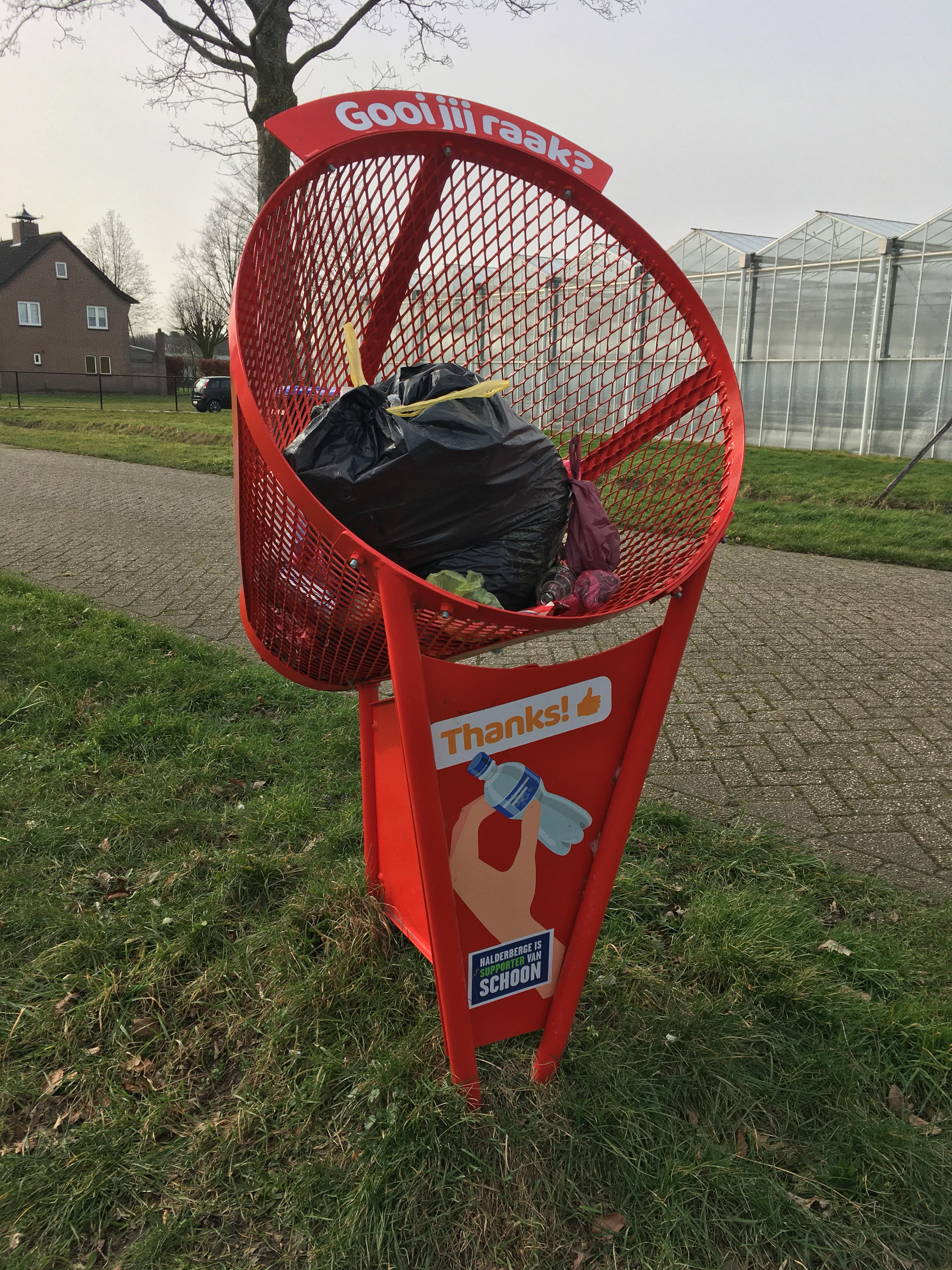
Deze blikvanger van de gemeente Halderberge is bedoeld voor klein afval van passerende fietsers maar is gevuld met afvalzak vol huisvuil.

### Export van plastic als milieuprobleem
Kenmerken van diftar is enerzijds een prikkel om plastic gescheiden in te zamelen, en anderzijds gebeurt dat vanuit de verwachting dat dit plastic wordt hergebruikt. Plastic is echter een verzamelnaam voor verschillende soorten kunststof met verschillende potentie voor hergebruik. Dat betekent dat er alsnog een vorm van nascheiding wordt toegepast op het ingezamelde plastic. Partijen plastic kunnen zo vervuild zijn dat ze door de verwerkende partij worden afgekeurd.
Werd laagwaardig plastic voorheen behandeld als restafval, als diftar wordt toegepast is het de bedoeling dat het gerecycled wordt. Het recyclen van veel soorten plastic kost relatief veel moeite, en daarmee geld, terwijl de prijs van nieuw plastic laag is. Wanneer het als 'grondstof' de haven verlaat komt het terecht in ontwikkelingslanden die andere wetgeving hanteren en dikwijls moeite hebben met handhaving. In die landen ontstaan vervolgens milieuproblemen. Het probleem kan zich vervolgens van land naar land verplaatsen: Vanaf 2018, nadat China de import van plastic afval verbood, is het probleem verplaatst naar Zuidoost-Azië.

### Zwerfafval
Diftar kan leiden tot een toename van het 'dumpen' van afval om goedkoper uit te zijn. Met sluikstort wordt immers het betalen van afvalstoffenheffing vermeden. Hogere kosten voor instanties zijn hiervan het gevolg.
In Nederland is de maximale boete voor het achterlaten van afval in de openbare ruimte hoger dan voor het weggooien van rommel op straat, in 2021 bedroegen die bedragen respectievelijk 400 euro en 150 euro. Desondanks wordt er in diftargemeentes veel afval in de openbare ruimte achter gelaten.

### Misbruik afvalbakken
Ook openbare afvalbakken en afvalbakken van ondernemingen en andere organisaties kunnen worden misbruikt om goedkoop van afval af te komen. In diftargemeente Deventer werden sinds 2017 alle 1300 openbare afvalbakken vervangen omdat er veel huisvuil en afval van ondernemers in terecht kwam.
Wie dumpt in afvalbakken loopt minder risico. De boetes voor het dumpen van afval in afvalbakken zijn in Nederland een stuk lager dan voor het dumpen van afval in de openbare ruimte: De maximale boete voor 'het storten van afval buiten de daarvoor aangewezen stortplaats' kent een maximale boete van 400 euro, het 'niet op de voorgeschreven manier aanbieden' is daarentegen beboetbaar met 100 euro (prijsniveau 2021) en de pakkans is lager: als iemand afvalzakken in de openbare ruimte achterlaat is het voor getuigen snel duidelijk wat er gebeurt, maar als iemand een vuilniszak in een container voor plastic afval deponeert kan daar van alles inzitten.

### Afvaltoerisme
Omliggende gemeenten waar geen diftar is kunnen afvaltoerisme aantrekken: Mensen deponeren hun afval in gemeenten waar dit gratis of goedkoper kan.

### Nadelen voor bronscheiding
Ten slotte blijkt diftar ook nadelen te hebben voor bronscheiding omdat een financiële drempel mensen verleidt om verkeerd afval mee te geven. Door diftar raakt gescheiden ingezameld plastic daarom vervuild. Hetzelfde geldt overigens ook voor omgekeerd inzamelen dat een drempel voor restafval opwerpt doordat bewoners verder moeten lopen met restafval.